# هايكو ماس
هايكو ماس (بالألمانية: Heiko Maas)(من مواليد 19 كانون الأول 1966) سياسي ومحام ألماني في الحزب الديمقراطي الاجتماعي.سياسي سابق في الحزب الديمقراطي الاجتماعي (SPD) شغل منصب وزير الخارجية الاتحادي (2018- 2021) ووزير العدل الاتحادي وحماية المستهلك (2013-2018) في حكومة المستشارة أنجيلا ميركل. يمارس مهنة المحاماة منذ عام 2022.
ولد ماس في سارلويس لعائلة كاثوليكية ويعمل محاميا. قبل تعيينه في الحكومة الفيدرالية، كان نشطًا في سياسات الولاية في سارلاند حيث شغل منصب وزير البيئة والطاقة والنقل (1998-1999)، ووزير الاقتصاد والعمل والطاقة والنقل (2012-2013) ونائبًا للرئيس (2012-2013).

## بداية الحياة والتعليم
ولد هايكو ماي في سارلويس يوم 19 كانون الأول 1966. ودرس القانون في جامعة سارلاند.

## الحياة السياسية
عين هايكو ماس في البداية في برلمان سارلاند في عام 1996، تحت إشراف «أوسكار لافونتين» الذي فيما بعد ترك الحزب الديمقراطي الاجتماعي لتأسيس حزبه.
قاد الحزب الديمقراطي الاجتماعي في انتخابات الولاية للعام 2009 قبل أشهر فقط من الانتخابات الاتحادية في ذلك العام، أعلن ماس إنه سيشكل ائتلاف مع حزب اليسار بقيادة لافونتين حيث كان ينبغي أن يحصل الاثنين على الأغلبية، مما يشير إلى أن الحزب يمكن أن يصبح حليفا محتملا للحزب الاجتماعي الديمقراطي على المستوى الاتحادي في انتخابات عام 2013. في ذلك الوقت، كان ينظر على نطاق واسع لأي تحالف من هذا القبيل في سارلاند تقويضا لتعهد من قبل مرشح الحزب الديمقراطي الاجتماعي للانتخابات الاتحادية، فرانك-فالتر شتاينماير، بعدم الحكم مع حزب اليسار. في نهاية المطاف، حصل الحزب الديمقراطي الاشتراكي فقط على 24.5 في المئة، مما يجعلها أسوأ نتيجة انتخابات للحزب في الولاية.
وكان هايكو ماس مندوب الحزب الديمقراطي الاجتماعي في المؤتمر الاتحادي لغرض انتخاب رئيس ألمانيا في عامي 2010 و 2012.
بعد انتخابات الولاية عام 2012، ذهب الحزب الديمقراطي الاجتماعي في ائتلاف مع حزب الاتحاد الديمقراطي المسيحي، الذي كان قبل تلك الانتخابات يحكم الولاية في ائتلاف مع حزب الخضر والليبراليين. في حين أن الحزب الديمقراطي الاجتماعي واليسار قد فازا بعدد كاف من المقاعد لتشكيل ائتلاف، استبعد هايكو ماس مثل هذا التحالف لصالح ائتلاف مع حزب الاتحاد الديمقراطي المسيحي بقيادة حاكمة الولاية آنغريت كرامب-كارينباور. تولى منصب نائب حاكم الولاية، مع مسؤولية الاقتصاد، وسائل النقل، وفرص العمل.
وفي أعقاب الانتخابات الاتحادية عام 2013، كان هايكو ماس عضوا في فريق الحزب الديمقراطي الاجتماعي في المفاوضات مع حزب الاتحاد الديمقراطي المسيحي/الاتحاد الاجتماعي المسيحي على اتفاق التحالف. كان عضوا في الفريق العامل على سياسة الطاقة بقيادة كلا من بيتر ألتماير وهانيلور كرافت. في 17 كانون الأول 2013، أدى اليمين الدستورية وزيرا للعدل وحماية المستهلك في الحكومة الثالثة للمستشارة الألمانية أنغيلا ميركل، خلفا سابينة لويتهويزر-شنارينبيرغير.

## الحياة الشخصية
يعيش ماس مع الممثلة ناتاليا فورنر منذ عام 2016. من عام 2000 إلى عام 2016، كان متزوجًا من كورينا ريجنيري، وهي معلمة، وأنجبا ولدين.

## روابط خارجية
- هايكو ماس على موقع IMDb (الإنجليزية)
- هايكو ماس على موقع مونزينجر (الألمانية)
- الموقع الرسمي
- هايكو ماس في wahl.de